# Girelmo
Girelmo (Asti, ... – 1065) fu vescovo di Asti dal 1054 al 1065.
Girelmo, probabile suddiacono di Alrico, consacrato vescovo, mantiene tra i suoi collaboratori, l'arcidiacono Guido ed il prete Graseverto, che avevano già servito il vescovo Pietro II.
Durante l'episcopato di Girelmo, c'è la tendenza del vescovo a "laicizzare" l'apparato burocratico vescovile.
Girelmo, si trasforma in un signore feudale, investendo il miles Oberto della carica di ufficiale militare, carica che dieci anni dopo si trasformerà nel signifer o vessillifero,
Anche la carica di visdomino, tradizionalmente ecclesiastica,  viene affidata in questi anni a figure laiche, con diritti di successione ereditaria.